# Ampelocissus macrocirrha
Ampelocissus macrocirrha är en vinväxtart som beskrevs av Gilg & Brandt. Ampelocissus macrocirrha ingår i släktet Ampelocissus och familjen vinväxter. Inga underarter finns listade i Catalogue of Life.